# Torneo Promocional de Primera C 1967 (Argentina)
El Torneo Promocional de Primera C 1967 fue un torneo jugado por los equipos que salieron entre el tercero y sexto en cada una de las zonas del Primera División C de 1967. El ganador del torneo fue Colegiales, tras vencer en la final por 2 a 1 a Justo José de Urquiza.

## Sistema de disputa
Los equipos fueron divididos en dos zonas de cuatro equipos, donde se enfrentaron bajo el sistema de todos contra todos a 2 ruedas. Los dos mejores de cada una avanzó a la fase final, donde se enfrentaron a eliminación directa a único partido.

## Zona 1
| Pos. | Equipo                   | Pts. | J | G | E | P | GF | GC | DG |
| ---- | ------------------------ | ---- | - | - | - | - | -- | -- | -- |
| 1°   | Barracas Central         | 7    | 6 | 3 | 1 | 2 | 13 | 8  | 5  |
| 2°   | Defensores de Cambaceres | 7    | 6 | 3 | 1 | 2 | 11 | 12 | -1 |
| 3°   | Fénix                    | 6    | 6 | 2 | 2 | 2 | 7  | 6  | 1  |
| 4°   | Deportivo Riestra        | 4    | 6 | 2 | 0 | 4 | 6  | 11 | -5 |

|  | Clasificó a la Fase final. |

## Zona 2
| Pos. | Equipo                | Pts. | J | G | E | P | GF | GC | DG  |
| ---- | --------------------- | ---- | - | - | - | - | -- | -- | --- |
| 1°   | Colegiales            | 11   | 6 | 5 | 1 | 0 | 21 | 13 | 8   |
| 2°   | Justo José de Urquiza | 8    | 6 | 4 | 0 | 2 | 13 | 11 | 2   |
| 3°   | Leandro Niceforo Alem | 3    | 6 | 1 | 1 | 4 | 6  | 13 | -7  |
| 4°   | Palermo               | 2    | 6 | 1 | 0 | 5 | 3  | 16 | -13 |

|  | Clasificó a la Fase final. |

## Fase final

### Cuadro de desarrollo
|  | Semifinales              | Semifinales |                       |            | Final | Final |  |
|  |                          |             |                       |            |       |       |  |
|  |                          |             |                       |            |       |       |  |
|  | Colegiales (vd)          | 0           |                       |            |       |       |  |
|  | Colegiales (vd)          | 0           |                       |            |       |       |  |
|  | Defensores de Cambaceres | 0           |                       |            |       |       |  |
|  | Defensores de Cambaceres | 0           |                       | Colegiales | 2     |       |  |
|  |                          |             |                       | Colegiales | 2     |       |  |
|  |                          |             | Justo José de Urquiza | 1          |       |       |  |
|  | Barracas Central         | 0           | Justo José de Urquiza | 1          |       |       |  |
|  | Barracas Central         | 0           |                       |            |       |       |  |
|  | Justo José de Urquiza    | 3           |                       |            |       |       |  |
|  | Justo José de Urquiza    | 3           |                       |            |       |       |  |
|  |                          |             |                       |            |       |       |  |